# Геометрія перетворень

Симетрія навколо осі, що супроводжується симетрією навколо осі, паралельної першій, є переміщенням.

Симетрія навколо осі, що супроводжується симетрією навколо осі, не паралельної першому, є обертання навколо точки перетину двох осей.

У математиці  геометрія перетворень  це спосіб вивчення геометрії, зосереджуючись на групах геометричних перетворень та інваріантних під них. Вона протистоїть класичному підходу до синтетичної геометрії евклідової геометрії, що фокусується на геометричних конструкціях.
Наприклад, в рамках геометрії перетворення властивості рівнобедреного трикутника виводяться з того факту, що при симетричному відбитті одної половини вона переходить в іншу половину. Це контрастує з класичними доказами за критеріями конгруентності трикутників.
Перші зусилля в використанні геометрії перетворень як основи геометрії були зроблені Феліксом Кляйном в XIX столітті в Ерлангенській програмі. Майже протягом сторіччя такий підхід був відомий лише в математичних кругах. У XX столітті були спроби використати його для математичної освіти. Андрій Колмогоров включив цей підхід (разом із Теорією Множин) як частину пропозиції щодо реформування викладання геометрії в Росії. Ці зусилля завершилися в 1960-х роках з загальною реформою викладання математики, відома під назвою "Нова математика".

### Вивчення геометрії перетворень
Вивчення симетрії в повсякденному житті це перший крок до розуміння геометрії перетворень. Найпростішим перетворенням є симетрія навколо осі або лінії. Композиція двох симетрії дозволяє обертати, коли лінії перетинаються, або переміщувати об'єкт, коли лінії паралельні. З цих перетворень можна вивести ізометрію евклідової площини (збереження кутів і довжин). 
Більше того, враховуючи симетрії S1 навколо вертикальної осі та S2 навколо осі, нахиленої на 45 ° до горизонталі (починаючи знизу зліва направо), застосування S1, то S2 відповідає обертанню чверті обертання за годинниковою стрілкою, а застосування S2 та S1 відповідає обертанню чверті обертання в напрямку проти годинникової стрілки. Такий приклад показує, що геометрія перетворень містить некоммутативні процеси.
Геометрія перетворень представляє альтернативне бачення, контрастне з класичною геометрією, і дозволяє відкрити шлях для аналітичної геометрії чи лінійної алгебри (в якій розширено поняття симетрії). Дійсно, можна також виразити геометрію перетворень завдяки складним числам, комплексним або завдяки матрицям.
У своєму нарисі про реструктуризацію курсів геометрії в Росії Колмогоров запропонував представити дисципліну щодо встановленої теорії, показуючи в школах термін геометричні конгруентності або рівність між цифрами: дві цифри рівні, якщо і лише якщо можна перетворити в іншу шляхом послідовних ізометрій, і навпаки.